# Waldo & Magie a.s.
Waldo & Magie a.s. je název českého vydání knihy, v níž jsou dvě novely. Autorem obou je americký autor Robert Heinlein.

## Obsahy novel

### Waldo
Waldo se narodil původně jako mrzák, ovšem je to génius. Díky celé řadě vynálezů se odstěhuje na svou orbitální stanici ve vesmíru vybavenou spoustou vylepšení, díky nimž svá fyzická omezení eliminuje. O Zemi a jejích lidech má nelichotivé mínění. Na Zemi však přemírou využívání atomové energie slábnou fyzické síly všech lidí a tak je požádán, aby jako génius problém vyřešil. S pomocí několika jedinců ze Země se mu podaří získat energii z paralelního vesmíru a nakonec odstraní i své handicapy mrzáka.

### Magie a.s.
Na Zemi je svět, kde vedle sebe působí jak lidé obyčejní, tak čarodějové různé úrovně. Příběh je o drobném podnikateli, obchodníkovi a vedoucím drobných stavebních prací Archiem, kterého začnou vydírat menší mafiáni s pomocí zlé magie, chtějí výpalné. Odmítne, je mu zničen magií obchod a začne mu jít o život. Spojí se tedy s přáteli, jinými kouzelníky a začnou se společně zlu bránit..

## Technická data
Vydavatelem českého vydání bylo nakladatelství Václav Soukup – Wales v roce 2005.
Z německé předlohy od Marka Harrisona (tisk 2005) ji přeložil téhož roku do češtiny Martin Novák a překlad byl ihned vytištěn v češtině.. Brožovaná kniha má 232 stran, malý formát A6, barevnou obálku, je brožovaná. Každá z obou novel je rozsahem stejná, tedy zhruba polovinou knihy.
Novela Waldo byla uveřejněna autorem v roce 1940 v magazinu Stounding a patří do žánru sci-fi. Druhá Magie a.s.(v originále Magic,Inc.) byla vydána v roce 1950 a je typu fantasy. Nijak spolu dějem a ani postavami nesouvisí. V USA byly obě novely dány roku 1950 na trh v jednom svazku.